# Parathyasira neozelanica
Parathyasira neozelanica är en musselart som beskrevs av Tom Iredale 1930. Parathyasira neozelanica ingår i släktet Parathyasira och familjen Thyasiridae. Inga underarter finns listade i Catalogue of Life.